# Chris Flexen
Christopher Flexen (né le 1er juillet 1994 à Newark, Californie, États-Unis) est un lanceur droitier des Mariners de Seattle de la Ligue majeure de baseball.

## Carrière
Chris Flexen est choisi par les Mets de New York au 14e tour de sélection du repêchage de 2012. Il renonce à une offre des Sun Devils de l'université d'État de l'Arizona et à une occasion ultérieure d'être éligible au repêchage amateur en acceptant la prime de 375 000 dollars proposée par les Mets à la signature d'un premier contrat professionnel.

### Mets de New York
Flexen débute en ligues mineures en 2012. Il commence la saison 2017 en retard après avoir au printemps été opéré au genou droit, puis est assigné aux Rumble Ponies de Binghamton, le club-école de niveau Double-A des Mets, où il maintient une moyenne de points mérités de 1,66 en 7 départs avec 50 retraits sur des prises contre seulement 7 buts sur balles alloués en 48 manches et deux tiers lancées.
Chris Flexen passe directement du niveau Double-A des ligues mineures au baseball majeur et fait ses débuts avec les Mets de New York le 27 juillet 2017, mais cette première expérience est ardue : le lanceur partant droitier encaisse la défaite après avoir accordé 4 points dont 3 mérités aux Padres de San Diego en 3 manches de travail,. 

### Mariners de Seattle
Le 9 décembre 2020, il signe un contrat de 2 ans et d'une valeur de 4,75 millions de dollars avec les Mariners de Seattle.